# When a Cowboy Trades His Spurs for Wings
When a Cowboy Trades His Spurs for Wings ist ein Country-Lied, das für den Film The Ballad of Buster Scruggs von Gillian Welch und David Rawlings geschrieben wurde. Im Film wurde es von Willie Watson und Tim Blake Nelson im Duett gesungen. Das Lied wurde 2019 für den Oscar in der Kategorie Bester Filmsong und für andere Preise nominiert.

## Veröffentlichung
In dem Western The Ballad of Buster Scruggs wird das Lied gesungen, nachdem der von Tim Blake Nelson gespielte Buster Scruggs in einem Pistolenduell vom von Willie Watson gespielten Kid erschossen wurde. Busters Geist mit Harfe und Flügeln singt es mit Kid im Duett.
Bei der Oscarverleihung 2019 sangen die Autoren Gillian Welch und Dave Rawlings eine leicht abgewandelte Version des Liedes.
Auf dem Soundtrack zum Film ist das Lied When a Cowboy Trades His Spurs for Wings das achte Stück. 2018 wurde When a Cowboy Trades His Spurs for Wings auch als Single ausgekoppelt.

## Nominierungen
- Oscar 2019: Nominiert als Bester Song, musste sich aber Shallow aus A Star Is Born geschlagen geben.
- Denver Film Critics Society 2019: Nominierung für den DFCS Award als Best Song, auch hier gewann Shallow.[4]
- Gold Derby Award 2019: Nominierung als Best Song. Der Preis ging an Shallow.[5]
- World Soundtrack Awards 2019: Nominiert in der Kategorie des Besten Liedes, geschrieben für einen Film. Gewinner war Shallow.[6]